# Timmermansstraat
De Timmermansstraat is een straat in Brugge.

## Beschrijving
In 1305 komt de Timmermansstrate al voor in de stadsrekeningen.
Karel De Flou en Jos De Smet waren van mening dat de straatnaam verwees naar een familienaam Timmermans of De Timmerman. Adolf Duclos achtte deze uitleg waarschijnlijk. Albert Schouteet bleef sceptisch, maar gaf geen andere verklaring. Wel was hij er ook van overtuigd dat de naam niets met timmerlieden of met hun ambacht te maken had. Voor deze zevenhonderd jaar oude naam is dus geen etymologische of historische verklaring voorhanden.
De Timmermansstraat, een steeg eigenlijk, loopt van de Molenmeers naar het Verbrand Nieuwland.